# Франсин Мюсси
Франсин Мюсси (фр. Francine Mussey, 6 октября 1897, XVIII округ Парижа — 26 марта 1933, XV округ Парижа) — французская киноактриса, чья карьера началась в эпоху немого кино 1920-х годов и закончилась в 1933 году, когда она покончила жизнь самоубийством, приняв яд в возрасте 35 лет.
Мюсси родилась в 1897 году в 18 округе Парижа под именем Марсель Фромхольт. Она дебютировала в фильме 1920 года режиссёра Люсьена Лемана «Эпав» с актёрами Марселем Бонно и Жаном-Франсуа Марсьялем. Она продолжала появляться в ряде фильмов на протяжении 1920-х годов и в эпоху звукового кино начала 1930-х годов, снятых Луи Фейадом, Гастоном Равелем, Александром Райдером, Жаном Домери и другими. Она появилась в киноэпопее «Наполеон» 1927 года, которая длилась пять с половиной часов.

## Избранная фильмография
- Таинственный дом[англ.] (1923)
- Человек в седле[англ.] (1925)
- Леди Харрингтон[англ.] (1926)
- Наполеон (1927)
- Женщина, которая не могла сказать нет[англ.] (1927)
- Буриданов осёл[англ.] (1932)